# Norton Nascimento
Norton Nascimento (Belém, 4 de janeiro de 1962 — São Paulo, 21 de dezembro de 2007) foi um ator brasileiro.

## Carreira
O ator iniciou sua carreira na televisão na novela Os Imigrantes, exibida na Rede Bandeirantes em 1981, ao mesmo tempo que jogou basquete, e também deu aulas, profissionalmente, o que faria até os 27 anos. Só teria destaque na televisão ao participar da minissérie Agosto e da novela Fera Ferida, de Aguinaldo Silva, Ana Maria Moretzsohn e Ricardo Linhares ambas em 1993, na Rede Globo. Também por isso, Norton foi considerado o primeiro negro sexy symbol da tv brasileira.
Logo se seguiriam outros papéis de destaque, como nas novelas A Próxima Vítima (1995) e A Padroeira (2001). Participou também da telenovela Maria Esperança, exibida em 2007 pelo SBT, seu último trabalho na televisão.

## Vida pessoal
Norton Nascimento nasceu na cidade de Belém, capital do estado do Pará. 
Já em São Paulo, quando jogador profissional, também deu aulas de basquete, tendo cursado sem conclusão o curso de educação física. 
Sua primeira esposa foi Rosana Maria Milani, com quem teve três filhos, Luana, Lucas e Yasmin.
Em dezembro de 2003, Norton Nascimento submeteu-se a um transplante de coração para corrigir um aneurisma de aorta, depois de ficar 52 dias internado. Na época, o ator precisou de 73 doações, entre sangue, plaquetas, plasma e um coração. O último foi doado pela família de um médico carioca que morreu num acidente de carro.
Após sua recuperação continuou fazendo trabalhos em prol de comunidades carentes e iniciou um projeto de incentivo à doação de órgãos. Fez uma campanha de doação de órgãos na Rede Globo. "Doar é amar", disse, na época.

## Morte
Na manhã do dia 21 de dezembro de 2007, Norton faleceu aos 45 anos de idade em razão de falência cardíaca por quadro infeccioso pulmonar. Segundo o hospital Beneficência Portuguesa de São Paulo, Norton estava internado na Unidade de Terapia Intensiva (UTI). Há alguns anos, Norton havia deixado de fumar, em decorrência da doença.

## Filmografia

### Na Televisão
| Ano  | Título                   | Personagem                                         | Notas                                       | Emissora          |
| ---- | ------------------------ | -------------------------------------------------- | ------------------------------------------- | ----------------- |
| 1981 | Os Imigrantes            | Afonso                                             |                                             | Rede Bandeirantes |
| 1986 | Sinhá Moça               | André                                              |                                             | Rede Globo        |
| 1992 | Você Decide              | Capitão                                            | Episódio: "Na marca do pênalti"             | Rede Globo        |
| 1992 | De Corpo e Alma          | Marco                                              |                                             | Rede Globo        |
| 1992 | Perigosas Peruas         | Bombeiro                                           | Episódio: "11 de fevereiro"                 | Rede Globo        |
| 1993 | Agosto                   | Chicão                                             |                                             | Rede Globo        |
| 1993 | Fera Ferida              | Wotan                                              |                                             | Rede Globo        |
| 1994 | Você Decide              | Evaldo                                             | Episódio: "Copacabana"                      | Rede Globo        |
| 1995 | A Próxima Vítima         | Sidney Noronha                                     |                                             | Rede Globo        |
| 1996 | O Fim do Mundo           | Eusébio do Cordeiro (Frei Eusébio)                 |                                             | Rede Globo        |
| 1996 | Ponto a Ponto            | Ele Mesmo                                          | Participação                                | Rede Globo        |
| 1997 | Malhação                 | Fausto Ferraz                                      |                                             | Rede Globo        |
| 1997 | Sai de Baixo             | Mobuto Kanu                                        | Episódio: "Papa África"                     | Rede Globo        |
| 1999 | Chiquinha Gonzaga        | Joaquim Antônio da Silva Callado (Joaquim Callado) |                                             | Rede Globo        |
| 1999 | Mulher                   | Márcio                                             | Episódio: "A Bela Adormecida"               | Rede Globo        |
| 2000 | Aquarela do Brasil       | Bemol                                              |                                             | Rede Globo        |
| 2001 | Sai de Baixo             | Felipe                                             | Episódio: "Como Era Gostoso me Dinamarquês" | Rede Globo        |
| 2001 | Brava Gente              | Marcelo                                            | Episódio: "A Morte da Porta-Estandarte"     | Rede Globo        |
| 2001 | As Filhas da Mãe         | Investigador Marcelo                               |                                             | Rede Globo        |
| 2001 | A Padroeira              | Zacarias da Cruz                                   |                                             | Rede Globo        |
| 2003 | Sítio do Picapau Amarelo | Maldoror                                           | Episódio: "Zumpilion"                       | Rede Globo        |
| 2006 | Papai Noel Existe        | Simão                                              | Especial de fim de ano                      | Rede Globo        |
| 2007 | Maria Esperança          | Bento de Jesus (Nocaute)                           |                                             | SBT               |

### No Cinema
| Ano  | Título                                | Papel         |
| ---- | ------------------------------------- | ------------- |
| 1995 | Carlota Joaquina - Princesa do Brasil | Fernando Leão |
| 1998 | Drama Urbano                          | Waldo         |
| 1999 | Até que a Vida nos Separe             | Pedro         |
| 2004 | Araguaia - A Conspiração do Silêncio  | Osvaldão      |